# Енја
Енја Патриша Бренан (енгл. Enya Patricia Brennan, ир. Eithne Pádraigín Ní Bhraonáin; 17. мај 1961), познатија као Енја (енгл. Enya), ирска је певачица, текстописац, музички продуцент и музичарка. Музичку каријеру је почела у породичној групи Clannad 1980. године која је свирала келтску музику. Године 1982. започиње соло каријеру. Њене најпознатије песме су Orinoco Flow, Caribbean Blue и Only Time. Издала је осам студијских албума.

## Дискографија
Студијски албуми
- Enya (1987)
- Watermark (1988)
- Shepherd Moons (1991)
- The Memory of Trees (1995)
- A Day Without Rain (2000)
- Amarantine (2005)
- And Winter Came... (2008)
- Dark Sky Island (2015)